# 180 nm
Il 180 nm (180 nanometri o 0,18 µm) evoluzione del precedente processo a 250 nm è un processo produttivo della tecnologia dei semiconduttori con cui vengono prodotti i circuiti integrati a larghissima scala di integrazione (VLSI).
I 180 nm si riferiscono alla lunghezza del canale del componente "tipo" ovvero del transistor CMOS. Questa misura è significativa del processo e dà un'idea della effettiva capacità del processo di integrare un gran numero di componenti in un singolo chip.
Questo è il primo processo che abbia una dimensione inferiore alla lunghezza d'onda della luce usata nel processo foto-litografico (193 nm).
Il valore 180 nm deriva della tendenza storica di riduzione a circa il 70% ogni 2-3 anni. Il nome è stabilito formalmente dall'International Technology Roadmap for Semiconductors (ITRS).
Entrato in produzione negli anni 1999-2000 da parte delle maggiori industrie come Intel, Texas Instruments, IBM, e TSMC, è ancora utilizzato per una larghissima famiglia di prodotti come cellulari, processori, memorie, GPS eccetera.
Il successore di questo processo utilizza una larghezza di canale di 130 nanometri.

## Processori realizzati con il processo 180 nm
- Intel Pentium con core Coppermine
- Intel Pentium 4 con core Willamette